# Lomagostus
Lomagostus is een geslacht van wantsen uit de familie van de Aenictopecheidae. Het geslacht werd voor het eerst wetenschappelijk beschreven door Villiers in 1958.

## Soorten
Het genus bevat de volgende soort:

- Lomagostus jeanneli Villiers, 1958